# خورشیدگرفتگی ۵ دسامبر ۲۰۴۸
خورشیدگرفتگی ۵ دسامبر ۲۰۴۸ (به انگلیسی: Solar eclipse of December 5, 2048) یک خورشیدگرفتگی از نوع خورشیدگرفتگی کامل است. این خورشیدگرفتگی در تاریخ ۵ دسامبر ۲۰۴۸ میلادی (‎۱۵ آذر ۱۴۲۷ خورشیدی) روی خواهد داد که زمان اوج آن، ساعت ۱۵:۳۵:۲۷ به‌وقت ساعت هماهنگ جهانی است. مدت زمان و طول این خورشیدگرفتگی ۳ دقیقه و ۲۸ ثانیه خواهد بود.